# Lina (cantora sul-coreana)
Lee Ji-yeon (em coreano:이지연) conhecida profissionalmente como Lina, é uma atriz, modelo e cantora sul-coreana. 

## Biografia
Ela fez parte do duo coreano de curta duração chamado Isak N Jiyeon em 2002. Depois que o duo se desfez em 2004, Lina acabou se tornando membro do grupo feminino The Grace, em 2005. O grupo parou desde 2010. Devido ao hiato do seu grupo, mais tarde estabeleceu-se como atriz de musical, nomeadamente através da sua participação nas versões originais e coreanas dos musicais teatrais, incluindo 'Fame, , 'Lua Abraçando o Sol', 'Jekyll & Hyde', [[Notre-Dame de Paris (musical)|Notre-Dame de Paris]'.'. 

## Vida Pessoal
Em 25 de julho de 2014, Lina confirmou que ela estava namorando ator musical, Jang Seung-jo por dois anos. Eles estavam se encontrando desde o musical "Temptation of Wolves".Eles se casaram em 22 de novembro do mesmo ano em um casamento privado da midia.